# Bafoulabé Airport
Bafoulabé Airport är en flygplats i Mali.   Den ligger i regionen Kayes, i den sydvästra delen av landet, 300 km väster om huvudstaden Bamako. Bafoulabé Airport ligger 115 meter över havet.
Terrängen runt Bafoulabé Airport är platt. Runt Bafoulabé Airport är det mycket glesbefolkat, med 6 invånare per kvadratkilometer. Närmaste större samhälle är Bafoulabé, 1,8 km öster om Bafoulabé Airport. Omgivningarna runt Bafoulabé Airport är en mosaik av jordbruksmark och naturlig växtlighet.